# Doksy (Liberec)
Doksy (in tedesco Hirschberg) è una città della Repubblica Ceca facente parte del distretto di Česká Lípa, nella regione di Liberec.